# Mohammed Bouyeri
Mohammed Bouyeri (ur. 8 marca 1978 w Amsterdamie) – holenderski islamista i morderca pochodzenia marokańskiego, skazany na dożywotnią karę pozbawienia wolności za zabójstwo holenderskiego reżysera Theo van Gogha.
Posiada podwójne obywatelstwo: holenderskie i marokańskie. Jego rodzice to pierwsze pokolenie imigrantów, mówiących słabo po niderlandzku i zachowujących odrębność od rdzennych Holendrów. Bouyeri używał pseudonimu Abu Zubair, którym podpisywał się m.in. w swoich e-mailach.
Został aresztowany 2 listopada 2004 z podejrzeniem zabójstwa reżysera. Zabójstwo miało podłoże religijne. Zamordowany w swoich obrazach wykazywał negatywny stosunek do społeczności islamskich zamieszkałych w Europie. Motywem zbrodni była jedynie nienawiść religijna. 26 lipca 2005 został skazany przez sąd w Amsterdamie na karę dożywotniego więzienia.